# 200 f.Kr.

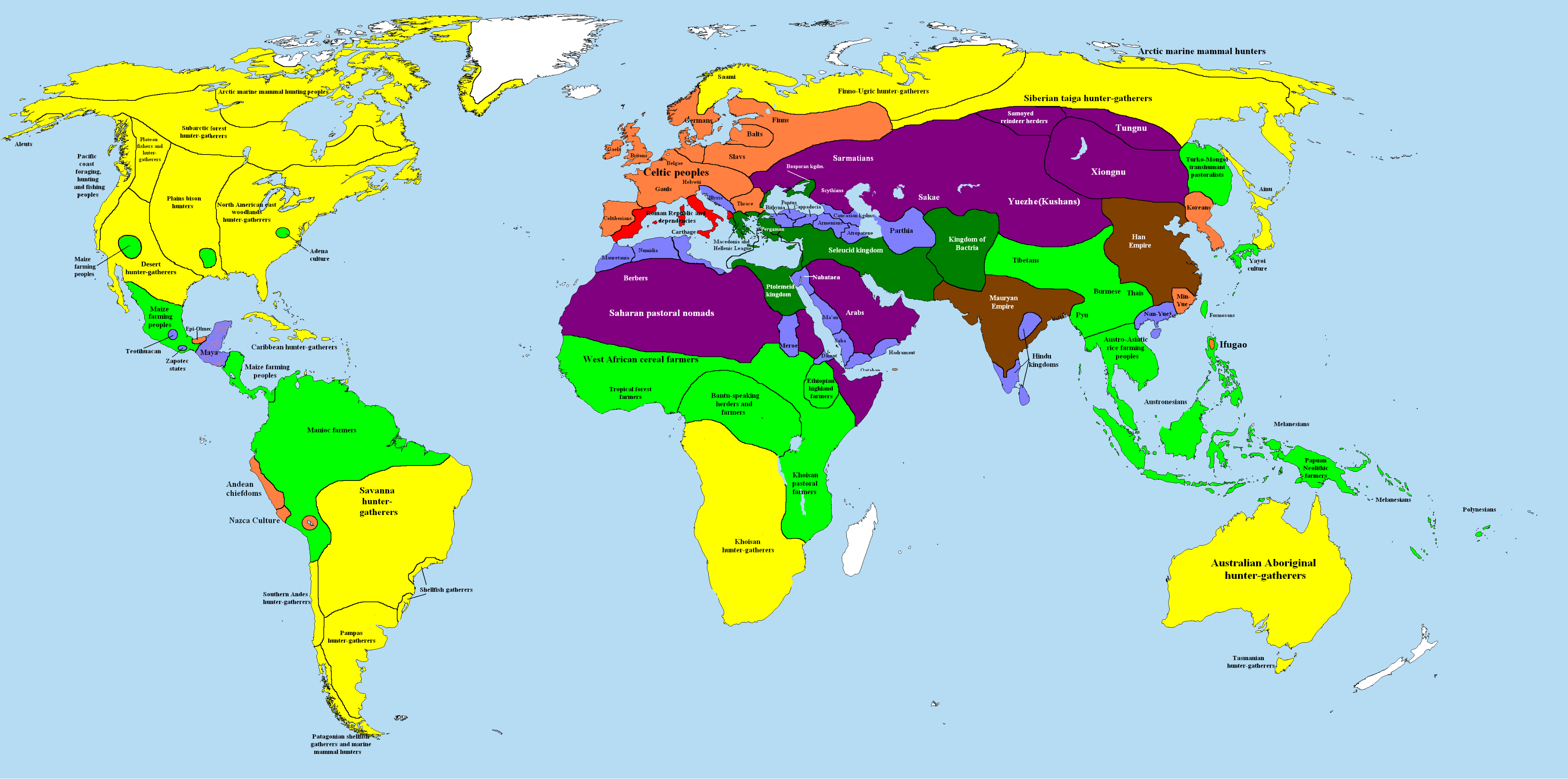
Världen 200 f.Kr.

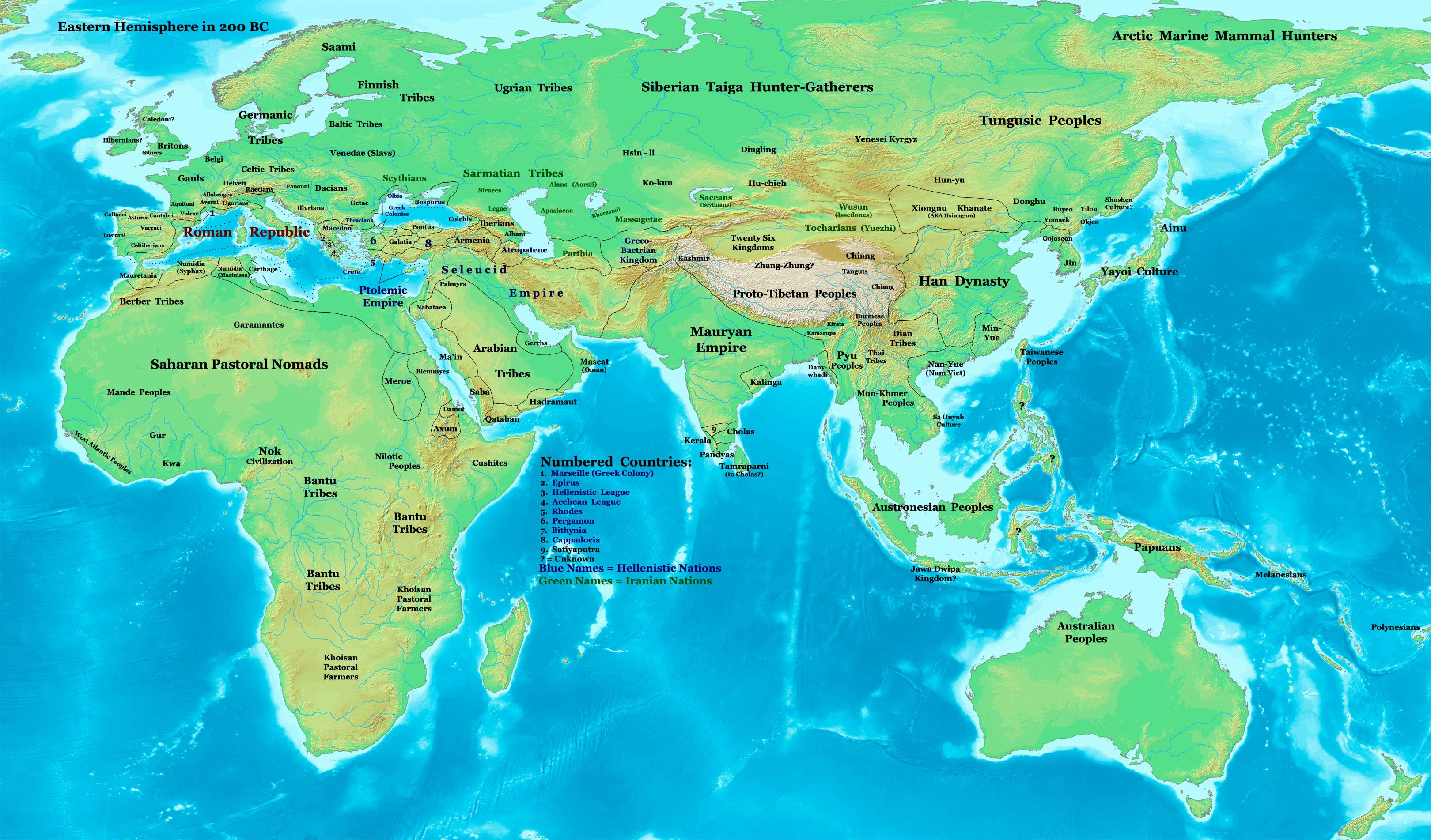
Gamla världen 200 f.Kr.

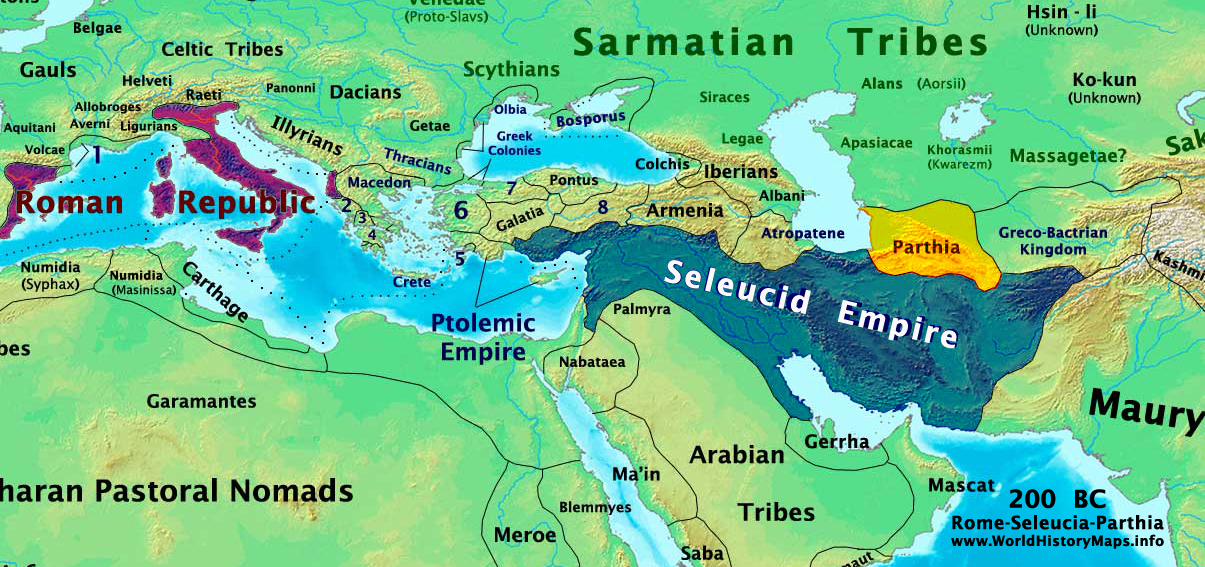
Romerska riket, Seleukiderriket och Partien 200 f.Kr.

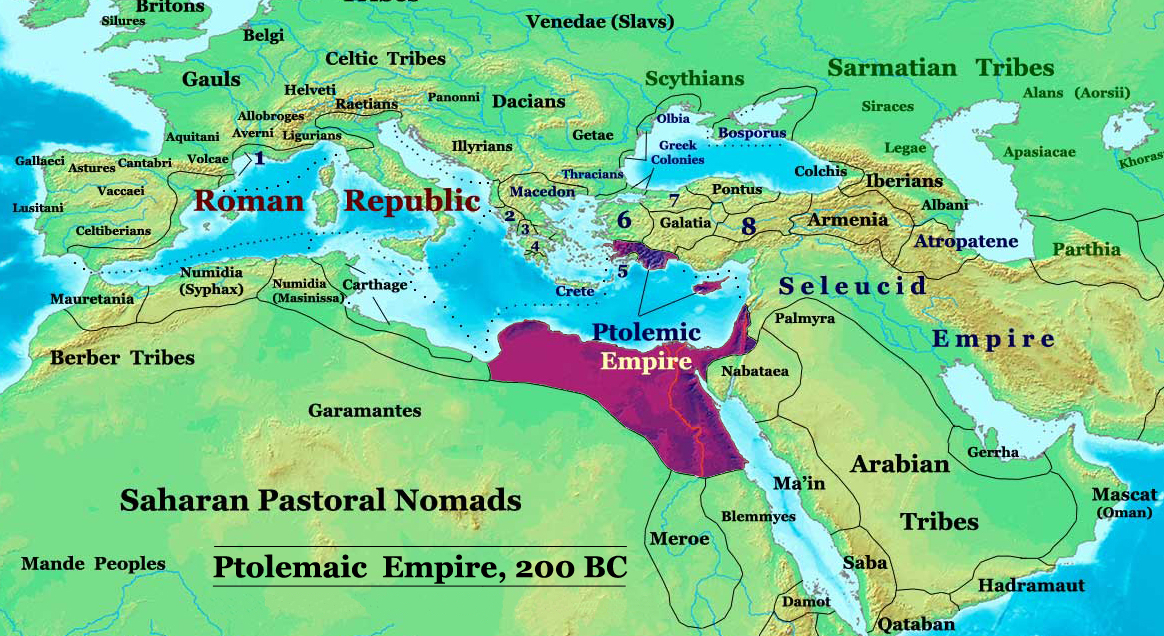
Ptolemaiska riket 200 f.Kr.

## Händelser

### Efter plats

#### Seleukiderriket
- Antiochos III:s styrkor fortsätter invasionen av Koilesyrien och Palestina.

#### Grekland
- Filip V:s av Makedonien flotta besegrar rhodierna vid Lade. Hans styrkor avancerar därefter in i Pergamon, plundrar pergamesiskt territorium och anfaller städer i Karien.
- Akarnanierna invaderar, med makedoniskt stöd, Attika, vilket får Aten, som tidigare har förhållit sig neutralt, att söka hjälp från Filips fiender. Attalos I av Pergamon, som befinner sig tillsammans med sin flotta i Aigina, mottar en ambassad från Aten, som ber honom komma till staden för förhandlingar. Då han får veta, att romerska ambassadörer också befinner sig i Aten skyndar han dit.
- Den romerske ambassadören i Grekland, Syrien och Egypten, Marcus Aemilius Lepidus, lämnar ett ultimatum till Filip V, där han varnar Makedonien från att anfalla någon grekisk stadsstat. Filip bestämmer sig för att avvisa det romerska ultimatumet, varvid romarna förklarar krig mot Makedonien, vilket inleder det andra makedoniska kriget.
- Den romerske konsuln Publius Sulpicius Galba Maximus ber Attalos I och hans flotta att sammanstråla med den romerska utanför den grekiska egeiska kusten och de genomför en sjöexpedition mot Filip V, varunder de ansätter makedoniska besittningar runt Egeiska havet.

#### Romerska republiken
- Romerska styrkor besegrar gallerna i Gallia Cisalpina genom slaget vid Cremona.
- Backanalerna är vilda och mysitiska festivaler till den romerske guden Bacchus ära, vilka introduceras i Rom från södra Italien via Etrurien (omkring detta år).

#### Baktrien
- Euthydemos I av det Grekisk-baktriska kungariket dör och efterträds av sin son Demetrios I (omkring detta år).

#### Sydamerika
- Staden Tiwanaku grundas nära Titicacasjön i nuvarande Bolivia (omkring detta år).
- Den tidiga perioden i Anderna tar slut, när Chavinkulturen försvinner och Nazcakulturen tar vid i dess ställe (omkring detta år).

#### Kina
- Wei-Yang-palatset börjar byggas i Handynastins huvudstad (Chang'an).
- Hsiung-nu-stammen visar sig vid Kinas västgräns.
- Hankejsaren Gaozu blir besegrad av Xiongnu i slaget vid Baideng.
- Kinesiska muren färdigställs.

### Efter ämne

#### Konst
- En hellenistisk kopia av en staty av Alexander den store, möjligen efter ett 300-talsoriginal av Lysippos, tillkommer. Den finns numera bevarad på arkeologiska museet i Istanbul i Turkiet.
- Cire perdue (gjutning med "förlorat vax") är känt i Kina och Mesopotamien (omkring detta år).
- Romerska konstnärer börjar försöka skapa illusionen av att tunna plattor av färgad marmor täcker väggarna i privata hem. Egentligen är det arkitektonisk formgivning och pelare, som skapar illusionen. Försöken fortgår i 120 år.

#### Astronomi
- Det första mätandet av avståndet mellan jorden och solen utförs av Eratosthenes (omkring detta år). Genom att studera månförmörkelser kommer han fram till att avståndet är ungefär 150.000.000.000 meter (150 miljoner kilometer). Det mätningar man har gjort i nutid visar på 149.597.870.691 ± 30 meter (149,6 miljoner kilometer).

### Fiktion
- Detta år används som den fjärde tidsvärlden (Amazonjungeln) i TV-spelet The Lost Vikings II.
- Tribunalen i Marianne Curleys Tidsväktartrilogi hålls nära Aten.

## Födda
- Jia Yi, kinesisk statsman och poet

## Avlidna
- Euthydemos I, kung av det Grekisk-baktriska kungariket sedan 223 f.Kr. (död omkring detta år)